# Managerzone
ManagerZone (usualmente abreviado MZ) es un juego Juego multijugador en línea gratuito desarrollado en Suecia por Power Challenge AB (anteriormente ManagerZone AB).

En el juego, los usuarios administran un club de fútbol y/o hockey, combinando gestión económica y estrategia deportiva. Participan usuarios de 99 países, cada uno con su liga respectiva, y además existe una liga del ficticio País MZ, donde son agrupados aquellos usuarios que no cuentan con liga propia de su país.

También es posible comprar power tokens, que pueden servir para inscribirse en copas o en ligas amistosas, desafiar a los equipos Top, comprar accesorios para los jugadores, o convertirse en miembro del club.

## Deportes

### Fútbol
Es la división de ManagerZone para fútbol. Una vez inscrito, el usuario toma control de un equipo de fútbol cumpliendo el rol de director técnico y presidente.

### Hockey
Es la división de ManagerZone para hockey. Análogamente al equipo de fútbol, el usuario toma control de un equipo de hockey sobre hielo cumpliendo el rol de director técnico y presidente.

## Organización
La empresa ManagerZone AB fue fundada en mayo de 2001 (" ") por el sueco Johan Christensson. La sede de la organización es Karlskrona.
 La idea de crear un juego virtual de gestión de clubes fue tomada de los fundadores del popular juego de similares características "Hattrick". Los creadores de este juego consultaron Christensson sobre cómo hacer para poder manejar el juego vía correo y Christensson y sus colegas tomaron la idea.
El juego fue lanzado en una versión de prueba el 6 de septiembre de 2001 y su primera temporada comenzó oficialmente el 23 de septiembre de 2001.

### Administradores
Se encargan de hacer cumplir las reglas de juego, eliminar y perseguir a los tramposos, así como responder a los correos del soporte.
- Crew: Son los desarrolladores del juego.
- Master Assistant (MA): Es el jefe de todos los asistentes, se encarga también de designar a sus ayudantes para controlar todo el juego (usualmente solo existe un MA por país, a excepción de algunos países muy grandes que tienen dos MA).
- Game Assistant (GA): Asistente del juego. Se encarga de controlar las transferencias en el mercado, responder los correos electrónicos que se envían a soporte, reportar errores y ver que no existan tramposos en el juego.
- Forum Assistant (FA): Asistente del foro. Se encarga de moderar, manteniendo el orden y aplicando las reglas dentro de los foros que hay en el juego.
- Reporting Assistant (RA): Editor del periódico The Zone.
- Language Assistant (LA): Asistente del lenguaje. Se asegura de que el juego esté traducido correctamente a todos los idiomas.
- Game Player Assistant (GPA): Asistente Maestro de Herramientas. Ayuda y asiste a cualquier usuario que desee conseguir el certificado de la herramienta que ha desarrollado utilizando las Herramientas MZ. Además, ayudan con el testeo del simulador.
- National Coach (NC): Seleccionador nacional.
- National Coach Assistant (NCA): Asistente del Seleccionador Nacional.

## Jugadores
El equipo, ya sea éste de fútbol o hockey, está integrado por jugadores creados virtualmente, que poseen características como peso, altura y edad. Según el deporte, se miden en habilidades de uno a diez.
Los jugadores entre 15 y 18 años son juveniles y a diferencia de los jugadores mayores (desde 19 a 38 años), son más rápidos a la hora de ganar habilidades y poseen paquetes de entrenamiento exclusivos. Los juveniles no se pueden transferir a otros clubes sino hasta que pasan a ser jugadores mayores a partir de los 19 años.

### Entrenamiento y habilidades
El entrenamiento está dividido en entrenamiento de mayores y en entrenamiento de juveniles. Cada jugador puede entrenar una de sus habilidades a la vez. Existen también paquetes de entrenamiento, que envían al jugador a entrenar a un campo de entrenamiento especial, en este campo de entrenamiento el progreso será más rápido que usando el entrenamiento normal, pero a cambio se debe pagar por él con dinero del equipo y el jugador no puede jugar partidos.
Las habilidades, que se miden en una escala de cero a diez, varían dependiendo del deporte. Los jugadores pueden dejar de entrenar en algunas de sus habilidades, o deteriorar perdiendo de a poco sus habilidades (generalmente a partir de los 28 años o a veces antes) y necesitan un entrenador para detenerlo.
Habilidades de los jugadores en fútbol
- Velocidad
- Resistencia
- Inteligencia
- Pases cortos
- Remate
- Cabezazos
- Atajando
- Control del balón
- Entradas
- Pases Largos
- Balón Parado
- Experiencia
- Estado Físico

Habilidades de los jugadores en hockey
- Estado físico
- Inteligencia
- Poder
- Patinaje
- Pases
- Rapidez
- Remates
- Atajando
- Control del disco
- Marcación
- Resistencia

### Entrenadores
Los entrenadores aceleran el entrenamiento normal o detienen el deterioro y el "maximizamiento" de algunos jugadores, ya sean adultos o juveniles. Pueden ser contratados en cualquier momento, cuando el usuario realiza una oferta se abre un proceso de negociación. Si el entrenador finalmente acepta la oferta, pasa a ser entrenador del equipo.

## Economía del Equipo
El equipo genera gastos fijos que se descuentan todos los viernes en la noche, como el sueldo de los jugadores, el sueldo de los entrenadores, la mantención del estadio, y la inversión para los juveniles. También genera gastos ocasionales, como pueden ser la compra de jugadores, ampliación del estadio, etc.
Los ingresos pueden ser generados por los partidos de local, venta de jugadores o premios que se entregan por finalizar en un determinado lugar de la tabla de posiciones.

### Bancarrota
La bancarrota es un sistema siempre consecutivo de control sobre los activos del club. El programa se ejecuta la madrugada del viernes al sábado, concretamente cuando se pagan los gastos de la semana. Al momento de realizarse se debe de estar en positivo para evitar caer en ella.
La bancarrota consta de 5 fases, y si no es solucionada se puede terminar perdiendo el equipo.
Fases:
1.ª semana - No pasa nada.
2.ª semana - No pasa nada, pero recibes un aviso en tu MZMail.
3.ª semana - Se cierra la escuela de juveniles y pierdes tus entrenadores, además de seguir recibiendo el aviso.
4.ª semana - Tus mejores jugadores (los de más Valor) se ponen en venta automáticamente para intentar paliar tu deuda, además de seguir recibiendo el aviso.
5.ª semana - Pierdes el equipo.

## Mercado de Jugadores
Cada equipo puede comprar o vender jugadores en el mercado de ManagerZone.

Los mercados están separados por deporte, hockey y fútbol, pero el sistema es igual en ambos: un usuario pone un jugador en venta con un precio base y los usuarios interesados pujan por él, aquel que gane la subasta lo recibirá en las siguientes 24-30 horas.

### Impuestos
Los impuestos solo se aplican cuando hay beneficio económico, es decir cuando la diferencia entre el valor de venta y el valor por el cual fue adquirido en el caso de jugadores comprados y valor MZ en el caso de los ex-juveniles y jugadores originales del club, es positiva.

## Partidos

### Liga
Cuando el usuario se registra, se integra automáticamente a una liga con 12 equipos en total. Esta liga pertenece a la división más baja del país donde el usuario reside.
En la liga se juegan partidos de ida y vuelta, es decir, de local y de visita contra el mismo equipo. Los equipos se posicionan en una tabla con puntaje, que acumulan los equipos dependiendo de sus resultados. Si el equipo gana obtiene tres puntos, si el equipo empata recibe un punto, si el equipo pierde no acumula puntaje.
Al final de la temporada, el primer equipo de la tabla de posiciones asciende a la división superior, los equipos que hayan quedado segundo y tercero deben jugar una 'Calificación' para saber si ascienden también de división, los equipos que terminen octavo y noveno deben jugar una 'Calificación' que si la pierden descienden de división, y los equipos que hayan terminado décimo, undécimo y duodécimo descienden directamente de división.

### Amistosos
Paralelamente a los partidos oficiales de liga, cada usuario puede desafiar a otros usuarios y enfrentar sus equipos mutuamente mediante amistosos.
Los partidos amistosos pueden enviarse en dos horarios: mañana y tarde, con un límite de 10 partidos semanalmente y de los cuales solo se obtiene ingresos por los 2 primeros que se jueguen de lunes a sábado.

Los días miércoles y domingos no es posible enviar amistosos, debido a que son días reservados para los partidos de la liga.
Los amistosos no influyen de ninguna forma en la liga.
Pero si al estado físico, así que hay que controlar la cantidad de amistosos que se jueguen para no perjudicarlo.

### Ligas Amistosas
Las ligas amistosas son ligas pagas creadas por los usuarios del juego. Están conformadas entre 4 a 16 equipos, con posibilidad de jugarse de 2 a 5 veces por semana y en 5 horarios diferentes.

El usuario creador puede elegir pagar por todos los participantes o que cada invitado pague su inscripción. La misma cuesta 5 power tokens (moneda oficial del juego).

Los partidos de las ligas amistosas solo influyen positivamente, es decir no cansan a los jugadores.

El límite de ingresos es de 5 partidos de local por semana.

### Copas Privadas
Las copas privadas son al igual que las ligas amistosas, copas pagas creadas por los usuarios del juego. Están conformadas entre 14 a 1024 equipos, con posibilidad de jugarse de 2 a 5 veces por semana y en 5 horarios diferentes.

El usuario crea la copa y envía invitaciones, las cuales pueden ser por país, división y/o equipos. El tiempo límite de inscripción y comienzo de la copa no lo elige el creador, sino el sistema de manera automática, pero sí puede darle inicio antes del tiempo estipulado.
Las copas pueden comenzas en fase grupos, solo ida o ida y vuelta, o directamente en playoff, un solo partido con eliminación directa.
La inscripción cuesta 5 power tokens (moneda oficial del juego), y los partidos solo influyen positivamente, es decir no cansan a los jugadores.

El límite de ingresos es de 5 partidos de local por semana.

### Influencias en los resultados
Los resultados de los partidos están determinados por el nivel y las características individuales de cada jugador y por la táctica que cada usuario implemente en cada partido que dispute su equipo. Cada usuario puede modificar las tácticas de acuerdo a la estrategia que determine conveniente. Estas tácticas se deben adaptar al simulador virtual que utiliza MZ, por lo que algunas tácticas sirven perfectamente en un simulador y cuando se cambia el "sim" puede que sea la peor.

## Ranking
El ranking mide el desempeño general de un equipo y los ordena desde el primero al último. Este ranking es realizado por ManagerZone.
Hay un ranking de países, en el que se mide qué país es mejor que otro; y un ranking de divisiones.
Para ser un miembro del club, el usuario debe pagar con Power Tokens, la moneda del juego.